# Ierse hockeyploeg (mannen)
De Ierse hockeyploeg voor mannen is de nationale ploeg die het Ierse eiland vertegenwoordigt tijdens interlands in het hockey. In het Ierse team kunnen zowel spelers uit Ierland als Noord-Ierland meedoen.
Tijdens de (kwalificaties voor de) Olympische Spelen vertegenwoordigt de Ierse hockeyploeg uitsluitend de Ierse Republiek. Noord-Ierland is dan via het team van het Verenigd Koninkrijk vertegenwoordigd. In 1908 behaalde Ierland een zilveren medaille op de Olympische Spelen van Londen. De tweede olympische deelname volgt ruim een eeuw later met Rio 2016.
De Ieren speelden twee keer op het WK maar waren niet succesvol. Zowel in 1978 als in 1990 eindigden ze op de 12e plaats. Aan de Champions Trophy werd nog nooit meegedaan. Op het Europees kampioenschap was de beste prestatie een derde plaats in 2015. In 2005 wonnen de Ieren het Europees kampioenschap voor B-landen en promoveerden naar de Europese groep A-landen, maar twee jaar later op het EK van 2007 in Manchester degradeerden ze weer naar de Europese groep B-landen. Na opnieuw promotie handhaafden ze zich in de twee daarop volgende edities en ze veroverden het brons in 2015.

## Erelijst Ierse hockeyploeg
| Jaar | Champions Trophy | Europees kampioenschap     | Olympische Spelen          | Wereldkampioenschap      | Hockey World League Hockey Pro League |
| ---- | ---------------- | -------------------------- | -------------------------- | ------------------------ | ------------------------------------- |
| 1908 |                  |                            | OS 1908 Londen             |                          |                                       |
| 1920 |                  |                            | geen deelname              |                          |                                       |
| 1928 |                  |                            | geen deelname              |                          |                                       |
| 1932 |                  |                            | geen deelname              |                          |                                       |
| 1936 |                  |                            | geen deelname              |                          |                                       |
| 1948 |                  |                            | geen deelname              |                          |                                       |
| 1952 |                  |                            | geen deelname              |                          |                                       |
| 1956 |                  |                            | geen deelname              |                          |                                       |
| 1960 |                  |                            | geen deelname              |                          |                                       |
| 1964 |                  |                            | geen deelname              |                          |                                       |
| 1968 |                  |                            | geen deelname              |                          |                                       |
| 1970 |                  | 9e EK 1970 Brussel         |                            |                          |                                       |
| 1971 |                  |                            |                            | geen deelname            |                                       |
| 1972 |                  |                            | geen deelname              |                          |                                       |
| 1973 |                  |                            |                            | geen deelname            |                                       |
| 1974 |                  | 11e EK 1974 Madrid         |                            |                          |                                       |
| 1975 |                  |                            |                            | geen deelname            |                                       |
| 1976 |                  |                            | geen deelname              |                          |                                       |
| 1978 | geen deelname    | 8e EK 1978 Hannover        |                            | 12e WK 1978 Buenos Aires |                                       |
| 1980 | geen deelname    |                            | geen deelname              |                          |                                       |
| 1981 | geen deelname    |                            |                            |                          |                                       |
| 1982 | geen deelname    |                            |                            | geen deelname            |                                       |
| 1983 | geen deelname    | 10e EK 1983 Amstelveen     |                            |                          |                                       |
| 1984 | geen deelname    |                            | geen deelname              |                          |                                       |
| 1985 | geen deelname    |                            |                            |                          |                                       |
| 1986 | geen deelname    |                            |                            | geen deelname            |                                       |
| 1987 | geen deelname    | 6e EK 1987 Moskou          |                            |                          |                                       |
| 1988 | geen deelname    |                            | geen deelname              |                          |                                       |
| 1989 | geen deelname    |                            |                            |                          |                                       |
| 1990 | geen deelname    |                            |                            | 12e WK 1990 Lahore       |                                       |
| 1991 | geen deelname    | 7e EK 1991 Parijs          |                            |                          |                                       |
| 1992 | geen deelname    |                            | geen deelname              |                          |                                       |
| 1993 | geen deelname    |                            |                            |                          |                                       |
| 1994 | geen deelname    |                            |                            | geen deelname            |                                       |
| 1995 | geen deelname    | 5e EK 1995 Dublin          |                            |                          |                                       |
| 1996 | geen deelname    |                            | geen deelname              |                          |                                       |
| 1997 | geen deelname    |                            |                            |                          |                                       |
| 1998 | geen deelname    |                            |                            | geen deelname            |                                       |
| 1999 | geen deelname    | 11e EK 1999 Padua          |                            |                          |                                       |
| 2000 | geen deelname    |                            | geen deelname              |                          |                                       |
| 2001 | geen deelname    |                            |                            |                          |                                       |
| 2002 | geen deelname    |                            |                            | geen deelname            |                                       |
| 2003 | geen deelname    | 9e EK 2003 Barcelona       |                            |                          |                                       |
| 2004 | geen deelname    |                            | geen deelname              |                          |                                       |
| 2005 | geen deelname    | geen deelname              |                            |                          |                                       |
| 2006 | geen deelname    |                            |                            | geen deelname            |                                       |
| 2007 | geen deelname    | 7e EK 2007 Manchester      |                            |                          |                                       |
| 2008 | geen deelname    |                            | geen deelname              |                          |                                       |
| 2009 | geen deelname    | geen deelname              |                            |                          |                                       |
| 2010 | geen deelname    |                            |                            | geen deelname            |                                       |
| 2011 | geen deelname    | 5e EK 2011 Mönchengladbach |                            |                          |                                       |
| 2012 | geen deelname    |                            | geen deelname              |                          |                                       |
| 2013 |                  | 6e EK 2013 Boom            |                            |                          | 14e HWL 2012-13                       |
| 2014 | geen deelname    |                            |                            | geen deelname            |                                       |
| 2015 |                  | EK 2015 Londen             |                            |                          | 9e HWL 2014-15                        |
| 2016 | geen deelname    |                            | 10e OS 2016 Rio de Janeiro |                          |                                       |
| 2017 |                  | 6e EK 2017 Amstelveen      |                            |                          | 11e HWL 2016-17                       |
| 2018 | geen deelname    |                            |                            | 14e WK 2018 Bhubaneswar  |                                       |
| 2019 |                  | 8e EK 2019 Antwerpen       |                            |                          | geen deelname                         |
| 2021 |                  | geen deelname              | geen deelname              |                          | geen deelname                         |
| 2022 |                  |                            |                            |                          | geen deelname                         |
| 2023 |                  | geen deelname              |                            | geen deelname            | geen deelname                         |
| 2024 |                  |                            | geen deelname              |                          | ?e HPL 2024                           |